# ديفيد روجرز (مغني)
ديفيد روجرز (بالإنجليزية: David Rogers)‏ هو مغني وكاتب أغاني أمريكي، ولد في 27 مارس 1936 في أتلانتا في الولايات المتحدة، وتوفي في 10 أغسطس 1993.

## وصلات خارجية
- ديفيد روجرز على موقع أول ميوزيك (الإنجليزية)